# Собти, Барун
Барун Собти (англ. Barun Sobti, род. 21 августа 1984, Дели, Индия) — индийский актёр и модель.

## Биография
Родился в пенджабской семье. Семь лет работал менеджером в BPO. Дебютировал на телевидении в телесериале «Shraddha» (2009) затем сыграл эпизодическую роль в телесериале «Dill Mill Gayye» (2010) и ведущую в «Baat Hamari Pakki Hai» (2010). После телесериала «Iss Pyaar Ko Kya Naam Doon?» (2012) стал сниматься в Болливуде и вошел в десятку самых сексуальных азиатских мужчин мира 2012 года, заняв в ней 10-е место.
Барун Собти — единственный телевизионный актёр Индии, который имеет в своей копилке 4 награды Star Parivaar Awards за исполнение роли Арнава в сериале «Как назвать эту любовь?»
В 2016 году Барун Собти снялся в эпизодической роли в узбекском фильме.

## Личная жизнь
Барун Собти женат на Пашмин Манчанда (Pashmeen Manchanda). Свадьба состоялась 12 декабря 2010 года. Пашмин — подруга детства Баруна. Она не имеет никакого отношения к кино и работает в международной компании. Ритуальная церемония состоялась в узком кругу родственников без особого шума и внимания со стороны СМИ. Есть дочь 28.06.19г.р и сын. Любит крикет, футбол и увлекается баскетболом.
По признанию актера, самое любимое место на Земле для него — это Мельбурн и Мальдивские острова. Голливудский кумир Баруна — актёр Дензел Вашингтон. Свободное время Барун проводит с семьей, любит вечеринки с друзьями и отдых у телевизора.

## Фильмография
Сериалы
| Год  | Оригинальное название                 | Название на русском языке         | Роль                |
| ---- | ------------------------------------- | --------------------------------- | ------------------- |
| 2009 | Shraddha                              | Шраддха                           | Свам Курана         |
| 2010 | Dill Mill Gayye                       | Встреча сердец                    | доктор Радж Сингх   |
| 2010 | Baat Hamari Pakki Hai                 | Мы заключили сделку               | Шраван Джайсвал     |
| 2012 | Iss Pyaar Ko Kya Naam Doon?           | Как назвать эту любовь?           | Арнав Сингх Райзада |
| 2015 | Iss Pyaar Ko Kya Naam Doon? Ek Jashn. | Как назвать эту любовь? Праздник. | Арнав Сингх Райзада |
| 2017 | Iss Pyaar Ko Kya Naam Doon 3          | Как назвать эту любовь? 3         | Адвей Сингх Райзада |

2017 Tanhaiyan / Одиночество - Хайдер
2018   The Great Indian Dysfunctional family / Большая индийская неблагополучная семья - Самар
2020   Asur: Welcome to Your  Dark Side / Асур: Познай свою темную сторону - Никхил Наир
Фильмы
| Год  | Оригинальное название | Название на русском языке            | Роль         |
| ---- | --------------------- | ------------------------------------ | ------------ |
| 2013 | Main Aur Mr. Riight   | Я и мистер Правильный (Совершенство) | Сукхи        |
| 2013 | Wedding 17            | Свадьба 17-го                        | -            |
| 2014 | 22 yards              | 22 ярда                              | Ронаджит Сен |
| 2015 | Dry dreams            | Сухие мечты                          | Барун Собти  |
| 2017 | Sevadi, sevmaydi      | Любит, не любит                      | камео        |

2016  Tu Hai Mera Sanday / Ты мое воскресение - Арджун Ананд
2019  Derma / Кожа (короткометражка) - Энтони
2019 Halahal / Смертельный яд - Юсуф

## Награды
| Год  | Награда                               | Номинация                         | Название проекта                                      | Роль                                                  |
| ---- | ------------------------------------- | --------------------------------- | ----------------------------------------------------- | ----------------------------------------------------- |
| 2012 | The Global Indian Film and TV Honours | Лучший актёр (популярный)         | Iss Pyaar Ko Kya Naam Doon? / Как назвать эту любовь? | Арнав Сингх Райзада                                   |
| 2012 | Star Parivaar Awards                  | Любимый новый участник (мужчина)  | Iss Pyaar Ko Kya Naam Doon? / Как назвать эту любовь? | Арнав Сингх Райзада                                   |
| 2012 | Star Parivaar Awards                  | Самый стильный участник (мужчина) | Iss Pyaar Ko Kya Naam Doon? / Как назвать эту любовь? | Арнав Сингх Райзада                                   |
| 2012 | Star Parivaar Awards                  | Любимая пара                      | Iss Pyaar Ko Kya Naam Doon? / Как назвать эту любовь? | Арнав Сингх Райзада & Куши Кумари Гупта (Саная Ирани) |
| 2012 | Star Parivaar Awards                  | Любимая международная пара        | Iss Pyaar Ko Kya Naam Doon? / Как назвать эту любовь? | Арнав Сингх Райзада & Куши Кумари Гупта (Саная Ирани) |
| 2012 | Star Parivaar Awards                  | Любимая экранная пара             | Iss Pyaar Ko Kya Naam Doon? / Как назвать эту любовь? | Арнав Сингх Райзада & Куши Кумари Гупта (Саная Ирани) |
| 2012 | Indian Television Academy Awards      | Лучший актёр (популярный)         | Iss Pyaar Ko Kya Naam Doon? / Как назвать эту любовь? | Арнав Сингх Райзада                                   |
| 2012 | People`s Choice Awards India          | Любимая экранная пара             | Iss Pyaar Ko Kya Naam Doon? / Как назвать эту любовь? | Арнав Сингх Райзада & Куши Кумари Гупта (Саная Ирани) |
| 2012 | People`s Choice Awards India          | Любимый актёр TV драмы            | Iss Pyaar Ko Kya Naam Doon? / Как назвать эту любовь? | Арнав Сингх Райзада                                   |